# Salvatore Schillaci
Salvatore Schillaci   (Palerm, 1 de desembre de 1964 - Palerm, 18 de setembre de 2024) va se un futbolista italià que jugava com a davanter.

## Biografia
Durant la seva carrera de club, va jugar pel Messina (1982–1989), Juventus FC (1989–1992), Internazionale (1992–1994) i Júbilo Iwata (1994–1997).
A nivell internacional va disputar 16 partits amb la selecció italiana, i va ser l'estrella sorpresa de la Copa del Món de la FIFA 1990, ja que va ajudar Itàlia a assolir un tercer lloc al seu mundial. Entrant com a suplent en el primer partit d'Itàlia, Schillaci va acabar marcant sis gols durant la Copa del Món, obtenint la Bota d'Or com a màxim golejador, i va rebre el premi Pilota d'Or com a jugador del torneig per davant de Lothar Matthäus i Diego Maradona, que foren segon i tercer respectivament. Aquell any també va quedar segon classificat al premi Pilota d'Or al millor futbolista europeu de l'any el 1990, rere Matthäus.